# ستراژوف (ناحیه کلاتووی)
ستراژوف (به چکی: Strážov) یک منطقهٔ مسکونی و شهرستان دارای شهرک سابقاً روستا در جمهوری چک است که در ناحیه کلاتووی واقع شده‌است. ستراژوف ۱٬۳۹۷ نفر جمعیت دارد.